# Letschchumi-Gebirge
Das Letschchumi-Gebirge (georgisch ლეჩხუმის ქედი) ist ein Teilgebirge des Großen Kaukasus, das sich südlich von dessen Hauptkamm in West-Ost-Richtung erstreckt.
Das Letschchumi-Gebirge befindet sich in der Region Ratscha-Letschchumi und Niederswanetien im Norden von Georgien. Es liegt zwischen den Oberläufen von  Zcheniszqali (im Westen und Norden) und Rioni (im Süden und Osten). Das Gebirge erreicht im Samerzchle eine maximale Höhe von 3584 m.
Im Gebirge kommen hauptsächlich Porphyr und Glimmerschiefer vor, im Nordosten Flysch. Die Nord- und Westhänge sind steil, während das Gebirge nach Osten und Süden flach abfällt. An den Berghängen wachsen Buchen sowie Fichten und Tannen. In höheren Lagen findet man subalpine und alpine Vegetation.

## Berge (Auswahl)
Im Folgenden sind eine Reihe von Gipfeln entlang dem Hauptkamm des Letschchumi-Gebirges sortiert in West-Ost-Richtung aufgelistet:
- Tschutchara (3562 m) (⊙)
- Samerzchle (3584 m) (⊙)